# Véronique Thuin-Chaudron
Pour les articles homonymes, voir Thuin et Chaudron.
Véronique Thuin-Chaudron, née le 9 juillet 1961, est une historienne contemporanéiste française spécialisée dans l'histoire de Nice.

## Biographie

### Formation
Véronique Thuin-Chaudron est licenciée d’histoire en 1982 de l’Université Paul Valéry. Elle obtient sa maîtrise en 1983 avec mention « très bien » pour son travail de recherche L’espace dans les romans de Chrétien de Troyes sous la direction de Pierre André Sigal.
Véronique Thuin-Chaudron obtient le CAPES d’histoire-géographie en 1984, puis l’agrégation en 1987. Elle est enseignante dans le secondaire de 1984 jusqu’en 2009.
Depuis 2011, elle est PRAG, enseignante à l’Université Côte d'Azur pour l’INSPE, le département d’Histoire et l’IAE.
Véronique Thuin-Chaudron soutient en 2002 sa thèse à l'Université Nice Sophia-Antipolis, sous la direction de Ralph Schor, sur La construction de Nice de 1860 à 1914. Le jury est composé de Danièle Voldman, Florence Bourillon, Jean-Bernard Lacroix, et Marc Ortalani.
Elle est membre du Centre de la Méditerranée Moderne et Contemporaine, laboratoire de recherches de l’université Côte d'Azur.
Ses spécialités sont l’histoire urbaine, de l’architecture, du XIXe siècle, de la villégiature et des loisirs, du patrimoine et de Nice et la Côte d'Azur.

### Enseignement
Véronique Thuin-Chaudron dispense les cours suivants :
- Approches croisées de la région niçoise aux XIXe et premier XXe siècles (L2)
- La production architecturale, XIXe XXe siècles : quelle dimension artistique ? quelle reconnaissance patrimoniale ? (L3)

## Publications

### Ouvrages
- La construction à Nice de 1860 à 1914. Construction-architecture-urbanisme, Ed. Serre, 2009, 560 p.
- Guide amoureux, secret et historique du Vieux Nice, Alex Benvenuto, Jean-Michel Bessi, Véronique Thuin-Chaudron, Serre éditeur, Nice, 2013   (ISBN 9782864105992) ; p. 112
- Cimiez, une colline à l’aube de Nice, Ed. ville de Nice, 2017, 54 p
- L’Histoire de Bellet et de ses vins, à paraître aux éditions Gilletta.

### Articles
- « La ville à l’assaut des collines. Nice 1860-1914 » dans Cahiers de la Méditerranée, n°59 :  Paysages urbains XVIe-XXe siècles, actes du colloque organisé par le Centre de la Méditerranée  Moderne  et  Contemporaine  de  l'Université  de  Nice  Sophia-Antipolis, 2, 3, 4 décembre 1998, Déc. 1999, pp. 173 à 18
- « La construction de l’hôtel du Parc Impérial »  dans  Cahiers  de  la  Méditerranée, n°62 : L’événement dans l’histoire des Alpes-Maritimes, actes du colloque organisé par le Centre de la Méditerranée Moderne et Contemporaine de l'Université de Nice Sophia-Antipolis, les 3 et 4 mars 2000, juin 2001, pp. 233 à 248.
- Articles  du  Dictionnaire  historique  et  biographique  du  Comté  de Nice, sous  la  direction  de  Ralph  Schor, Ed. Serre, Nice, 2002, 412  p. Rédaction  d’articles  sur  13  architectes  et  2 édifices du XIXe siècle.
- « L'ascension  sociale  des  Niçois  à  travers  l'activité  du  Bâtiment », Actes  du  colloque
- « Comté de Nice, de la Savoie à l’Europe, Identité, mémoire et devenir », Ed. Serre, Nice, 2006, 386 p.
- « Construction  et  grande  dépression  à  Nice  dans  les  années  1880 », actes  du  colloque organisé  par  le  organisé  par  le  Centre  de  la  Méditerranée  Moderne  et  Contemporaine  de l'Université  de  Nice  Sophia-Antipolis  sur  Les  crises  dans  les  Alpes-Maritimes, XVIe-XXe siècle (3 et 4 mars 2006) dans Cahiers de la Méditerranée, n°74, juin 2007, pp. 168 à 178.
- « Les  familles  hôtelières  à  Nice  à  la  fin  du  XIXe  siècle », dans  les  actes  du  colloque organisé par le CEHTAM sur l’histoire du travail dans l’hôtellerie et la restauration sur la Côte d’Azur au XXe s (29 et 30 mars 2007). Publié  dans  Recherches  régionales  N°189, janvier-mars 2008, pp. 9 à 15.
- « François Victor Sabatier, un architecte au cœur des mutations de la ville lors du rattachement de Nice à la France en 1860 » dans les actes du colloque organisé par le Centre de la Méditerranée Moderne et Contemporaine de l'Université de Nice Sophia-Antipolis le 23 avril 2010, Le Comté de Nice, la France et l’Italie, Regards sur le rattachement de 1860, Ed. Serre, 2011, pp. 143-156.
- « Le Mont Boron autour des années 1860, une colline en pleine mutation », dans Nice Historique, janvier-mars 2011, p. 2-46.
- « La vicomtesse de Bernis, mondaine et femme d’affaires », pour VMF, Les Alpes-Maritimes, mars 2011.
- « Un quartier niçois d'exception : le faubourg de la Croix-de-Marbre », Nice historique, 2012, n° d'article : 594, p. 296.
- « L’influence de la Suisse sur la naissance et l’essor de l’hôtellerie niçoise » pour le Colloque « Tradition et grandeur de l’hôtellerie de luxe sur la Côte d’Azur » organisé par le Centre d’Étude et d’Histoire du Tourisme de la Côte d’Azur et de la Méditerranée les 30 et 31mars 2012. Actes publiés dans Recherches régionales, Alpes-Maritimes et contrées limitrophes, janv-juin 2013, n°203.
- « L’Excelsior Hôtel Régina », communication pour la Société Française d’Archéologie dans le cadre du Congrès annuel à Nice, le 7 juin 2010. Publié dans Monuments de Nice et des Alpes-Maritimes, Société Française d’Archéologie, 2012, pp. 171-176.
- « Nice, ville de bord de mer et de santé : la construction d’une fonction thérapeutique », communication pour le 56e congrès de la Fédération historique de Provence à Nice, les 12 et 13 octobre 2012 : Usages et paysages. La mer et son littoral du Rhône à la Côte d’Azur. (de l’Antiquité à nos jours). Actes parus dans Provence historique, 2013, n°254, pp. 467-478.
- « Lieux de passage de Cocteau sur la Riviera », dans Jean Cocteau, mythe et cinéma, la traversée du miroir, dir. Laurence Patti, Ed. Canopé, 2014.
- Notices biographies sur « François Brun » pour le Dictionnaire biographique des protestants français de 1787 à nos jours, direction de la SHPF, Patrick Cabanel et André
- Encrevé, Tome I (A-C), Editions de Paris Max Chaleil, 2015, et sur « Victor Juge »
- « Cimiez au XIXe siècle, le phénix qui renaît de ses cendres. » pp. 148-177 et « Sébastien Marcel Biasini, un personnage haut en couleur, un grand architecte dans Nice historique, juillet-dec 2016, » pp. 204-221.
- « Sehnsuchtsort Nizza, Die deutschsprachige Gemeinde im 19. Jahrhundert », dans Riviera Zeit, N° 315, oct nov dec 2019, p. 30-31.
- « Nice, une mosaïque de quartiers » dans VMF, janvier 2020 N°289.
- « De l’espoir de guérir au goût de vivre » dans Sourgentin « Soigner en pays niçois », N°240, janvier-février 2020.
- « La tradition des bals » dans Sourgentin, « La danse en pays niçois », N°242, septembre-octobre 2020.
- « La naissance et le développement de la Grande hôtellerie et des palaces » dans
- Patrimoine du Haut Pays, Hors-série N° 3 pour les 40 ans de l’Association Amont, janvier 2021.
- Notices biographiques sur Constantin Scala et La famille Thomson, pour La bataille des Beaux-Arts, art et politique à Nice au XIXe siècle, dir. Johanne Lindskog, Marion Duvigneau, Jean-Paul Potron, Ed. Snoeck, Gand, 2021.
- « De Saint Etienne au Parc-Impérial ou l’urbanisation d’un quartier sous l’impulsion des étrangers, 1860-1914 » dans Nice-Historique, 124e année, N°1-2, Le quartier du Parc Impérial, janvier-juin 2021, pp. 16-48.
- « Le Parc aux roses, une exploitation modèle », article pour le catalogue de l’exposition sur Nice et les fleurs prévue pour l’été 2022, à paraître.
- « L’évolution urbaine de Monaco sous le règne d’Albert Ier : la mise en place d’un modèle toujours actuel » pour les Actes du colloque multidisciplinaire, Les carrières d’un Prince, vies et territoires d’Albert Ier de Monaco, 1848-1922, à paraître dans Les Annales monégasques en novembre 2022.